# Paul Taconnet
Paul Taconnet, né le 13 janvier 1827 à Lagnieu (Ain) et mort le 19 août 1908 à Thoissey (Ain), est un peintre et graveur français.
Professeur au collège de Thoissey sur les bords de Saône dans l'Ain et chanoine aumônier des Ursulines, il laisse un œuvre important dans de nombreuses églises et chapelles de l'Ain et du Beaujolais. Dans le cadre de son professorat des sciences et des arts, il enseigne le dessin et la gravure. Charles Pinet et Arsène Alexandre, ses élèves, feront carrière à Paris, Alfred Melot abandonnera rapidement la technique de l'eau-forte pour se consacrer à la peinture.

## Biographie
En 1879, Paul Taconnet participe auprès d'Horace Fonville, Léon Dallemagne, Paul Morgon, Henry Bidauld et d'autres au 2e Salon de la Société des Amis des arts de l'Ain fondée en 1878 et expose des dessins d'après des sculptures du Monastère royal de Brou.

## Œuvres
- Les fresques de la chapelle du couvent des Ursulines à Thoissey.

### Décoration d'édifices religieux
(Cette liste est extraite (pages 65 à 67) du livre de l'abbé Pitre.)
- 1881 : La chapelle du collège de Thoissey.
- 1882 : St-Léopardin-d'Augy (Allier).
- 1883 : La chapelle de St-Vincent-de-Paul, à Châtillon-sur-Chalaronne.
- 1885 : L'église de Romans.
- 1888 : L'oratoire du petit séminaire de Meximieux, église de Châtillon-sur-Chalaronne.
- 1890 : Mézériat, St-Cyr-de-Relevant, Chavannes-sur-Reyssouze, La Chapelle-de-Guinchay (Saône-et-Loire).
- 1891 : Chavannes, La Chapelle, Thoiry, Loyettes.
- 1892 : Mantenay, Pizay, Limoise (Allier), Notre-Dame-de-Bourg (chapelle ST-Joseph), Châtillon (chapelle St-Paul).
- 1893 : Mézériat, Notre-Dame de Bourg (chapelle de la Vierge), Saint-Denis-en-Bugey, Belley (chapelle de l'évêché).
- 1894 : Cruzilles-les-Mépillat, Cras-sur-Reyssouze, Saint-Cyr-sur-Menthon.
- 1895 : Ambronay, Meillonnas, Manziat, Chapelle du Petit-Séminaire de Réray, à Aubigny (Allier), Bourbon-l'Archambault (Allier).
- 1896 : Manziat, Pont-d'Ain, Neuilly-le-Réal (Allier), Molinet (Allier).
- 1897 : La Boisse, Manziat, St-Sorlin.
- 1898 : Vaux-en-Bugey.
- 1899 : Châtillon-sur-Chalaronne, Lagnieu.
- 1900 : Confrançon, Courmangoux, Béréziat, Marsonnas.